# Прата Санита Чентро (Казерта)
Прата Санита Чентро је насеље у Италији у округу Казерта, региону Кампанија.
Према процени из 2011. у насељу је живело 937 становника. Насеље се налази на надморској висини од 324 м.